# Гжылбегу, Росела
Росела Гжылбегу (алб. Rosela Gjylbegu, род. 13 марта 1987 г. в Шкодере, Албания) — албанская певица.

## Биография
Росела окончила школу английского языка в 2005 году. Училась в Шкодере в средней школе иностранных языков Shkolla e Mesme Pedagogjike, получив степень социального работника в тиранском университете на факультете социальных наук (Fakulteti i Shkencave Sociale, Universiteti i Tiranës). Благодаря этому образованию она поселилась в Тиране, где получила степень равенства полов. После этого она работает с 2009 года в албанском парламенте по связи с общественностью. Она обожает балет и различные виды спорта.
В своём раннем детстве она принимала участие в деятельности школы, которые продолжались с её участием в детских фестивалях в Шкодере в хоре, а позднее в сольном выступлении. Хотя, страстно увлекаясь балетом в школе и отчасти в балетной труппе, она случайным образом начала свою музыкальную карьеру. Во время празднования своего 11-летия она исполнила для своего отсутствующего друга песню Мэрайи Кэри Without You. Её выступление впечатлило её учителя, который привёл в детский культурный центр «Qendra Kulturore e Fëmijëve». В 1999 году она выступила в трио под названием Të Europës jemi ne" (мы европейцы), состоящий из Етмира Бабллуши и заняла 2-е место. В течение всего периода она приняла участие в различных мероприятиях в окрестностях Шкодера и других школьных мероприятиях.

## Festivali i Këngës në RTSH
- Festivali i Këngës në RTSH 42 — Росела приняла участие в декабре 2003 года с песней «Hirushja» (Золушка), написанная композитором Эндри Сина на слова Панди Лачо, где заняла 3-е место. В 2004 году на Евровидении 2004 она была бэк-вокалисткой Аньезы Шахини; тогда Албания дебютировала на конкурсе.
- Festivali i Këngës në RTSH 43 — выступала в декабре 2004 года дуэтом с Арбером Агапи с песней '«Pëshpëritje zemrash» (Сердце шепчет), написанной Шпретимом Сарачи. Тем временем она приняла участие в важных концертах и мероприятиях Албании.
- Festivali i Këngës në RTSH 45 — выступала в декабре 2006 года во втором полуфинале с песней «Pa ty, pa mua» (Без тебя, без меня), написанную композитором Пирро Чако на стихи Агрона Туты.
- Festivali i Këngës në RTSH 46 — выступала в декабре 2007 года с песней «Po lind një yll» (Звезда поднимается), написанную композитором Соколом Марси на слова Йорго Папинди.
- Festivali i Këngës në RTSH 59 — будет принимать участие с песней «Vashëzo» (Двигайтесь!). Росела является автором слов к песне, написанной композитором Эрионой Рушити.